# 俞梦孙
俞梦孙（1936年3月9日—），男，浙江余姚人，中国生物医学工程专家，中国航空生物医学工程的创始人，中国工程院院士。现任空军航空医学研究所航空医学工程研究中心主任，同时任第四军医大学教授、博士生导师。

## 生平
1954年毕业于中国空军军医学院。

## 学术贡献
20世纪70年代，首创了冲击载荷下的人体脊柱动态响应模型，并解决了中国火箭弹射救生的医学工程学难题。他开创了中国飞行实验室，大大推动了中国航空医学的发展。

## 奖项和荣誉
曾获中国国家科技进步一等奖。1999年，当选为中国工程院院士。2002年，获何梁何利科技奖。